# James McLaughlin (cyclisme)
Pour l'acteur et réalisateur américain, voir James McLaughlin. Pour les homonymes, voir McLaughlin.
James McLaughlin, né le 2 octobre 1990 sur l'île de Guernesey, est un coureur cycliste britannique. 

## Biographie
Alors qu'il évolue en 2011 sous les couleurs d'Hennebont, James McLaughlin se classe notamment cinquième du Cinturón a Mallorca, épreuve référencée à l'UCI Europe Tour en catégorie 2.2. Au cours de cette saison, il participe également à la TESCO Rutland-Melton International Cicle Classic, remportée Zakkari Dempster et dont il prend la 40e place. Il participe ensuite au Tour de Serbie, et se classe 19e du classement général remporté par Ivan Stevic devant Michael Rasmussen. En France, il remporte le Trophée Aven Moros à Kernével et le Grand Prix Leclerc à Hennebont. Au cours de cette saison, il se classe également troisième du Grand Prix de Plouay amateurs, course remportée par Yann Guyot. À l'issue de cette saison, McLaughlin s'engage pour 2012 au sein de la formation de DN1 Sojasun espoir-ACNC.
Pour sa première saison en DN1, il se classe notamment troisième du Grand Prix de Vassivière, manche de la Coupe de France DN1. Au cours de cette saison, il a également l'opportunité de participer au Tour d'Alsace, qu'il boucle en 58e position, accusant un retard final de plus de 35 minutes sur son compatriote Jonathan Tiernan-Locke, vainqueur de l'épreuve. Quelques semaines plus tard, il participe à la Mi-août en Bretagne, épreuve remportée par le Canadien David Veilleux, et dont il prend la 48e place du classement général. James McLaughlin effectue, en 2013, sa deuxième saison sous les couleurs de Sojasun espoir-ACNC. Au cours de cette saison, il parvient à s'imposer sur la cinquième étape de l'Essor breton et sur le Circuit Rance Émeraude. Il se met également en évidence au cours de cette saison en se classant septième du Tour du Jura, sixième du Grand Prix de la Pentecôte à Moncontour, ou encore dixième de Manche-Océan. Il s'est également distingué en réalisant de bons contre-la-montre. Ainsi, il s'est classé septième du championnat de Grande-Bretagne du contre-la-montre, remporté par Alex Dowsett, et 15e du Chrono champenois, remporté, lui, par l'Australien Campbell Flakemore devant son compatriote Damien Howson et le Suisse Stefan Küng. Au cours de cette saison, il a également eu l'occasion de participer au Tour de Normandie, au Circuit des Ardennes international, ou encore au Tour d'Alsace.
Après deux saisons chez Sojasun espoir-ACNC, McLaughlin s'engage, pour la saison 2014 avec le Guidon chalettois. Au cours de cette saison, il se met en avant en terminant troisième du Grand Prix de la Pentecôte à Moncontour, puis en se classant sixième du classement général du Tour du Jura. Il s'est également distingué en prenant la cinquième place du championnat de Grande-Bretagne du contre-la-montre, remporté par Bradley Wiggins, puis en terminant dixième de la course en ligne, remportée, elle, par Peter Kennaugh. McLaughlin est ensuite sélectionné pour participer aux Jeux du Commonwealth et prend la dixième place de l'épreuve contre-la-montre, remportée par Alex Dowsett. Il participe également, au cours de cette saison, à Paris-Troyes, dont il prend la 22e place. Il prend également part au Tour du Loir-et-Cher, qu'il termine en 88e position.
James McLaughlin passe finalement professionnel en 2015, en s'engageant en faveur de la formation Madison Genesis, équipe managée par Roger Hammond. Au cours de cette saison, McLaughlin participe notamment à la première édition du Tour de Yorkshire, dont il se classe 58e et dont il porte le maillot de meilleur grimpeur pendant une journée. Il parvient à décrocher deux « top 10 » au cours de cette saison, en terminant à la dixième place du Chrono champenois, remporté par Filippo Ganna, et en terminant dixième du Chrono des Nations-Les Herbiers-Vendée, remporté par le tout nouveau champion du monde du contre-la-montre, le Biélorusse Vasil Kiryienka. 
Il rejoint en 2016 la formation autrichienne Felbermayr Simplon Wels avec laquelle il se classe notamment quatrième du GP Kranj, en Slovénie.

## Palmarès
- 2008
  - 2e du championnat de Grande-Bretagne du contre-la-montre juniors
- 2011
  - Grand Prix Leclerc à Hennebont
  - Trophée Aven Moros - Kernével
  - 3e du Grand Prix de Plouay amateurs
- 2012
  - 3e du Grand Prix de Vassivière
- 2013
  - 5e étape de l'Essor breton
  - Circuit Rance Émeraude
- 2014
  - 3e du Grand Prix de la Pentecôte à Moncontour
- 2016
  - 2e du Völkermarkter Radsporttage
  - 3e du Raiffeisen Grand Prix

## Classements mondiaux
| Année           | 2011 | 2012 | 2013 | 2014   | 2015   | 2016   |
| --------------- | ---- | ---- | ---- | ------ | ------ | ------ |
| UCI Europe Tour | 775e |      |      | 1 108e | 1 009e | 1 094e |